# God Hates Us All
God Hates Us All är thrash metal-bandet Slayers åttonde studioalbum som släpptes den 11 september 2001.

## Låtlista
| Nr  | Titel               | Text                | Musik          | Längd |
| --- | ------------------- | ------------------- | -------------- | ----- |
| 1.  | Darkness of Christ  | Kerry King          | Jeff Hanneman  | 1:30  |
| 2.  | Disciple            | King                | Hanneman       | 3:35  |
| 3.  | God Send Death      | Tom Araya, Hanneman | Hanneman       | 3:45  |
| 4.  | New Faith           | King                | King           | 3:05  |
| 5.  | Cast Down           | King                | King           | 3:26  |
| 6.  | Threshold           | King                | Hanneman       | 2:29  |
| 7.  | Exile               | King                | King           | 3:55  |
| 8.  | Seven Faces         | King                | King           | 3:41  |
| 9.  | Bloodline           | Araya, Hanneman     | Hanneman, King | 3:36  |
| 10. | Deviance            | Araya, Hanneman     | Hanneman       | 3:08  |
| 11. | War Zone            | King                | King           | 2:45  |
| 12. | Here Comes the Pain | King                | King           | 4:32  |
| 13. | Payback             | King                | King           | 3:03  |

## Medverkande
- Tom Araya - sång, elbas
- Jeff Hanneman - gitarr
- Kerry King - gitarr
- Paul Bostaph - trummor